# Juan Matto González
Juan Matto González (n. Itá, Paraguay, 14 de septiembre de 1977) es un exfutbolista paraguayo. Jugaba de defensa central y tuvo pasos por varios clubes de Paraguay, Argentina, Chile y Perú.

## Clubes
| Club                     | País      | Año         |
| ------------------------ | --------- | ----------- |
| Atlético Colegiales      | Paraguay  | 2001        |
| Sport Colombia           | Paraguay  | 2002        |
| Sportivo Luqueño         | Paraguay  | 2003        |
| Deportes La Serena       | Chile     | 2004        |
| Unión de Sunchales       | Argentina | 2005 - 2007 |
| 12 de Octubre            | Paraguay  | 2007        |
| 9 de Julio de Rafaela    | Argentina | 2008        |
| Central Norte de Salta   | Argentina | 2008 - 2010 |
| Sport Huancayo           | Perú      | 2010        |
| Crucero del Norte        | Argentina | 2011 - 2013 |
| Chaco For Ever           | Argentina | 2013 - 2014 |
| Sol de América (Formosa) | Argentina | 2014 - 2016 |